# 华纳兄弟动画公司
华纳兄弟动画（Warner Bros. Animation），是华纳兄弟电视集团的动画部门，一个华纳媒体的子公司。工作室里最出名的作品便是“樂一通”和“梅里旋律”里的人物角色，其中，工作室的前身为华纳兄弟动画片（Warner Bros. Cartoons，在之前为莱昂施莱辛格工作室），工作室于1933年到1963年制作了“兔巴哥”和“梅里旋律”的卡通短片，并且从1967年到1969年。华纳于1980年重建自己的动画师，以生产“兔巴哥”电视动画的相关工作。
自1990年以来，华纳兄弟动画已主要集中在生产电视动画剧集、动画长片等，特别是包括那些与时代华纳有关的DC漫画的出版物，而院线电影制作则由2013年成立的华纳动画集团（Warner Animation Group）负责。